# Новицкий, Иван Борисович
Ива́н Бори́сович Нови́цкий (1880—1958) — русский и советский правовед-цивилист, заведующий кафедрой гражданского права юридического факультета Московского университета.

## Биография
Родился 28 июня (10 июля) 1880 года в Москве.
В 1903 году окончил юридический факультет Московского университета с дипломом 1-й степени.
В 1905—1918 годах — приват-доцент кафедры гражданского права. В 1910—1918 годы преподаватель гражданского права на Высших женских юридических курсах.
В 1918 году — и. о. декана, секретарь юридического факультета Московского университета; в 1919—1925 годах — профессор факультета общественных наук. Также с 1917 по 1932 год был профессором кафедры гражданского и земельного права Межевого института.
С 1934 года — член Московской городской коллегии адвокатов.
С 1943 года — старший научный сотрудник сектора гражданского права Всесоюзного института юридических наук (ВИЮН).
С 1 октября 1944 года И. Б. Новицкий — профессор кафедры основ советского права Института народного хозяйства им. Г. В. Плеханова. Одновременно он читал лекции в Московском юридическом институте и до 1954 года был там профессором кафедры гражданского права. В 1954 году после объединения юридического факультета МГУ и Московского юридического института стал профессором, а в 1956 году — заведующим кафедрой гражданского права юридического факультета Московского университета.
Умер 22 июля 1958 года. Похоронен на Калитниковском кладбище. Внучка  — профессор МГУ Новицкая Татьяна Евгеньевна.